# Neptosternus psephotus
Neptosternus psephotus är en skalbaggsart som beskrevs av Guignot 1955. Neptosternus psephotus ingår i släktet Neptosternus och familjen dykare. Inga underarter finns listade i Catalogue of Life.